# Liste der Kirchengebäude im Dekanat München-Mitte
Die Liste der Kirchengebäude im Dekanat München-Mitte listet die Kirchengebäude im Dekanat München-Mitte im Erzbistum München und Freising auf.

## Liste
| Bild | Pfarrkirche                                                     | Ort                        | Filialkirchen | Anmerkungen                                               |
| ---- | --------------------------------------------------------------- | -------------------------- | --- | --------------------------------------------------------- |
|      | Pfarrkirche St. Andreas                                         | München-Schlachthofviertel | |                                                           |
|      | Pfarrkirche St. Anna im Lehel                                   | München-Lehel              | |                                                           |
|      | Pfarrkirche St. Anton                                           | München-Isarvorstadt       | | Klosterkirche des Kapuzinerklosters                       |
|      | Pfarrkirche St. Benedikt                                        | München-Schwanthalerhöhe   | | Pfarrverband München-Westend                              |
|      | Pfarrkirche St. Benno                                           | München-Maxvorstadt        | St. Barbara |                                                           |
|      | Abteikirche St. Bonifaz                                         | München-Maxvorstadt        | | Klosterkirche des Benediktinerklosters                    |
|      | Pfarrkirche St. Clemens                                         | München-Neuhausen          | | Pfarrverband St. Clemens und St. Vinzenz                  |
|      | Frauenkirche (offiziell: Dom zu Unserer Lieben Frau)            | München-Altstadt           | Bürgersaal Dreifaltigkeitskirche St. Michael Theatinerkirche (eigentlich: St. Kajetan)                           | Kathedralkirche des Erzbistums München und Freising       |
|      | Pfarrkirche Hl. Geist                                           | München-Altstadt           | |                                                           |
|      | Herz-Jesu-Kirche                                                | München-Neuhausen          | |                                                           |
|      | Pfarrkirche St. Joseph                                          | München-Maxvorstadt        | |                                                           |
|      | St. Kajetan und Adelheid, genannt Theatinerkirche               | München-Altstadt           | | ehem. Hof- und Stiftskirche, Ordenskirche der Dominikaner |
|      | Hl. Kreuz (Biederstein)                                         | München-Biederstein        | |                                                           |
|      | Heilig Kreuz (Kirche im Krankenhaus Schwabing)                  | München-Schwabing          | |                                                           |
|      | Pfarrkirche St. Laurentius                                      | München-Gern               | |                                                           |
|      | Pfarr- und Universitätskirche St. Ludwig, genannt Ludwigskirche | München-Maxvorstadt        | |                                                           |
|      | Pfarrkirche Maria Heimsuchung                                   | München-Westend            | | Pfarrverband München-Westend                              |
|      | Pfarrkirche Maria vom Guten Rat                                 | München-Schwabing          | |                                                           |
|      | Pfarrkirche St. Maximilian                                      | München-Glockenbachviertel | |                                                           |
|      | Pfarrkirche St. Paul                                            | München-Ludwigsvorstadt    | | Pfarrverband München-Westend                              |
|      | Pfarrkirche St. Peter                                           | München-Altstadt           | Allerheiligenkirche am Kreuz Asamkirche (auch: St. Johann Nepomuk) Damenstiftskirche St. Anna Herzogspitalkirche | älteste erwähnte Pfarrkirche Münchens                     |
|      | Pfarrkirche St. Rupert                                          | München-Schwanthalerhöhe   | | Pfarrverband München-Westend                              |
|      | Pfarrkirche St. Sebastian                                       | München-Schwabing          | |                                                           |
|      | Pfarrkirche St. Sylvester                                       | München-Schwabing          | |                                                           |
|      | Pfarr- und Klosterkirche St. Theresia                           | München-Neuhausen          | | Pfarr- und Klosterkirche der Unbeschuhten Karmeliten      |
|      | Pfarrkirche St. Ursula                                          | München-Schwabing          | |                                                           |
|      | St. Vinzenz von Paul                                            | München-Neuhausen          | | Pfarrverband St. Clemens und St. Vinzenz                  |